# El Bouni
El Bouni (em árabe: البوني) é uma comuna localizada na província de Annaba, no extremo leste da Argélia. Sua população era de 125 265 habitantes, em 2008.